# 张广东
张广东（1963年5月—），男，汉族，河南郸城人，中华人民共和国政治人物。现任河南省政协办公厅一级巡视员。第十三、十四届全国政协委员。